# Кућа архитекте Момира Коруновића
Кућа архитекте Момира Коруновића се налази у Београду, на територији градске општине Врачар.  Подигнута је 1924. године и представља непокретно културно добро као споменик културе.
Кућу је подигао архитекта Момир Коруновић, за своје потребе и по свом пројекту као приземну породичну кућу са поткровљем. Обликована је по узору на средњоевропске породичне куће са вртом и декоративно обрађеном оградом. На пространим фасадама су примењени оригинални детаљи архитектонске пластике, састављених од комбинација кругова и троуглова постављених око лучних отвора. Асиметричност у решењу прочеља, постигнута контрастом косих облика крова и вертикалних прозорских отвора, указује на модернистички приступ у решењу фасаде.
У кући је, поред радне собе са техничким прибором и библиотеком, сачувана и комплетна техничка документација, цртежи, планови пројектованих и изграђених објеката овог изузетно продуктивног ствараоца.